# Parcul din Bolgrad
Parcul „Pușkin” din Bolgrad (în ucraineană Парк імені Пушкіна, Болград) este un parc și monument al naturii de tip peisagistic de importanță locală din raionul Bolgrad, regiunea Odesa (Ucraina), situat în orașul Bolgrad. Este administrat de consiliul orășenesc.
Suprafața ariei protejate constituie 19 de hectare, fiind creată în anul 1972 prin decizia comitetului executiv orășenesc.

## Istorie
Înființarea parcului are loc aproape simultan cu apariția comunității bulgărești în sudul Basarabiei și înființarea Bolgradului ca atare (1822-1824) și este asociată cu numele președintelui Comitetului director pentru coloniștii străini din sudul Rusiei, generalul locotenent Ivan Inzov. Plantarea inițială a parcului a inclus peste 8 mii de butași de struguri, mai mult de 12 mii de tufișuri și aproximativ 4 mii de copaci. Pe parcursul anilor, parcul a fost numit în mod diferit: „Grădina de stat”, mai târziu – „Grădina populară”, iar începând cu 1944 a primit denumirea sa actuală, parcul de cultură și recreere „Alexandr Pușkin”. În prezent, mai mult de 40 de specii de arbori (inclusiv dud alb, ulm, tuia orientală, etc) și arbuști cresc în parc.

## Galerie de imagini

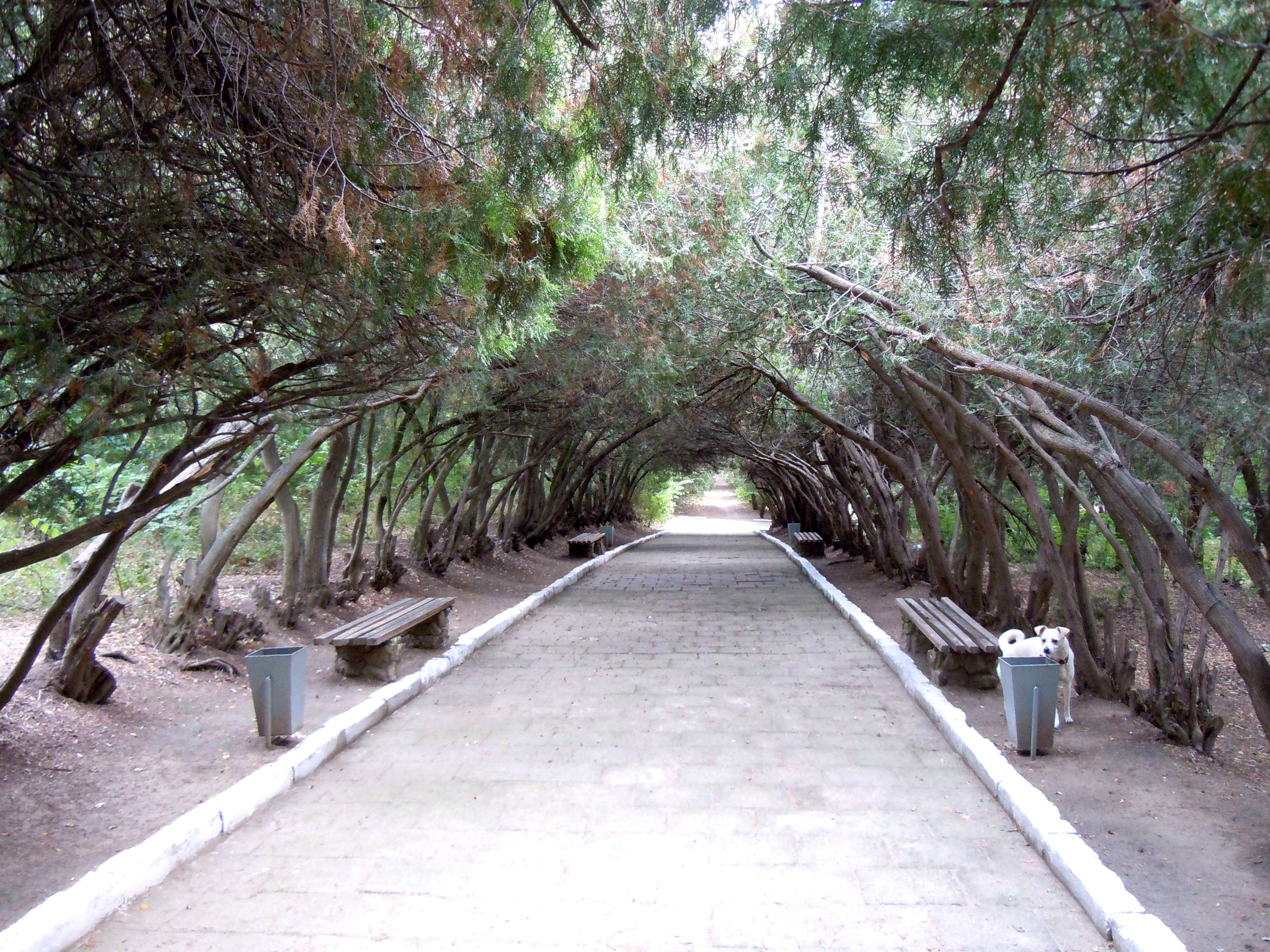
Alee din parc.
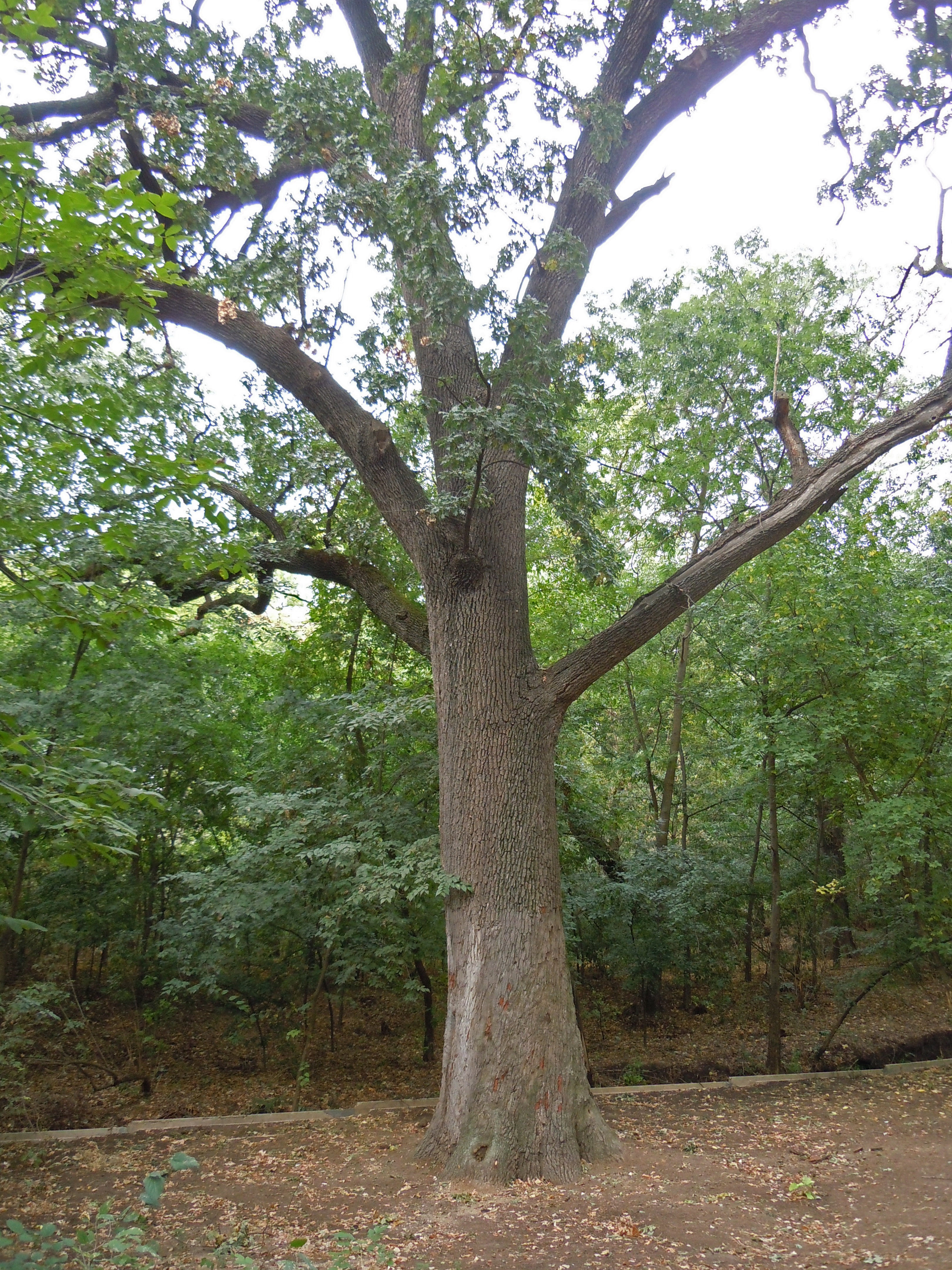
Un stejar bătrân din parc.
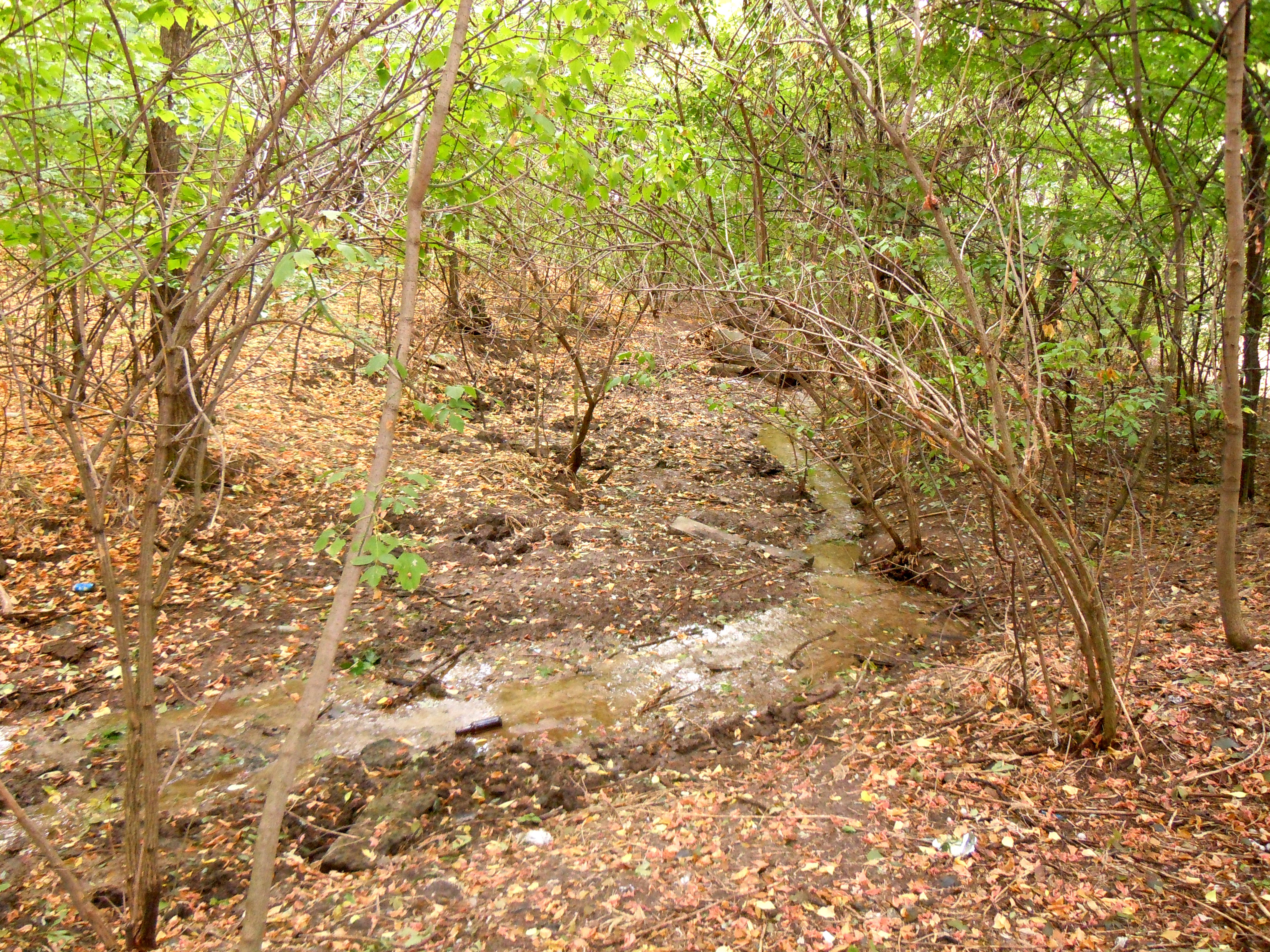
Izvor.
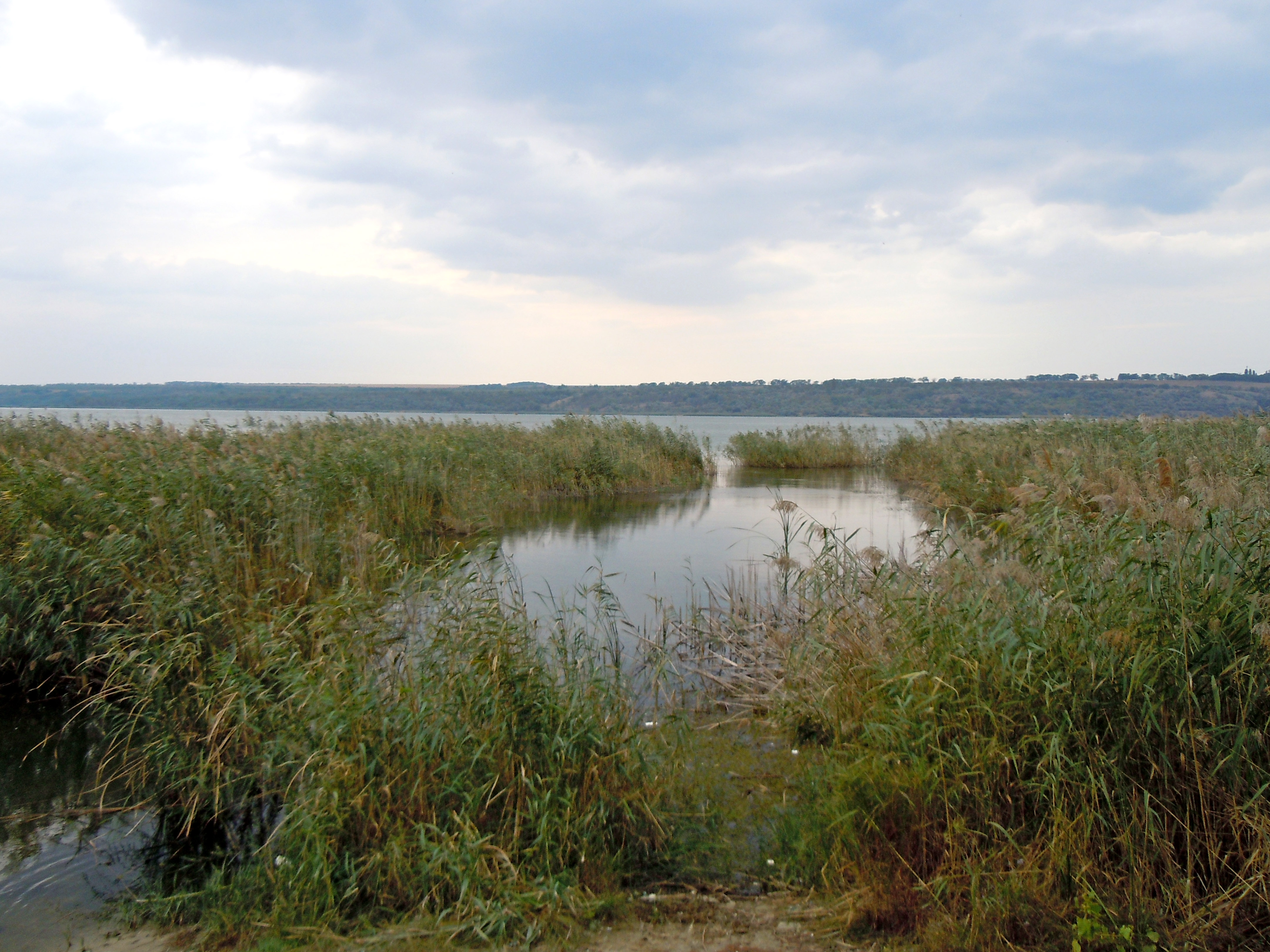
Malurile lacului Ialpug din parc.
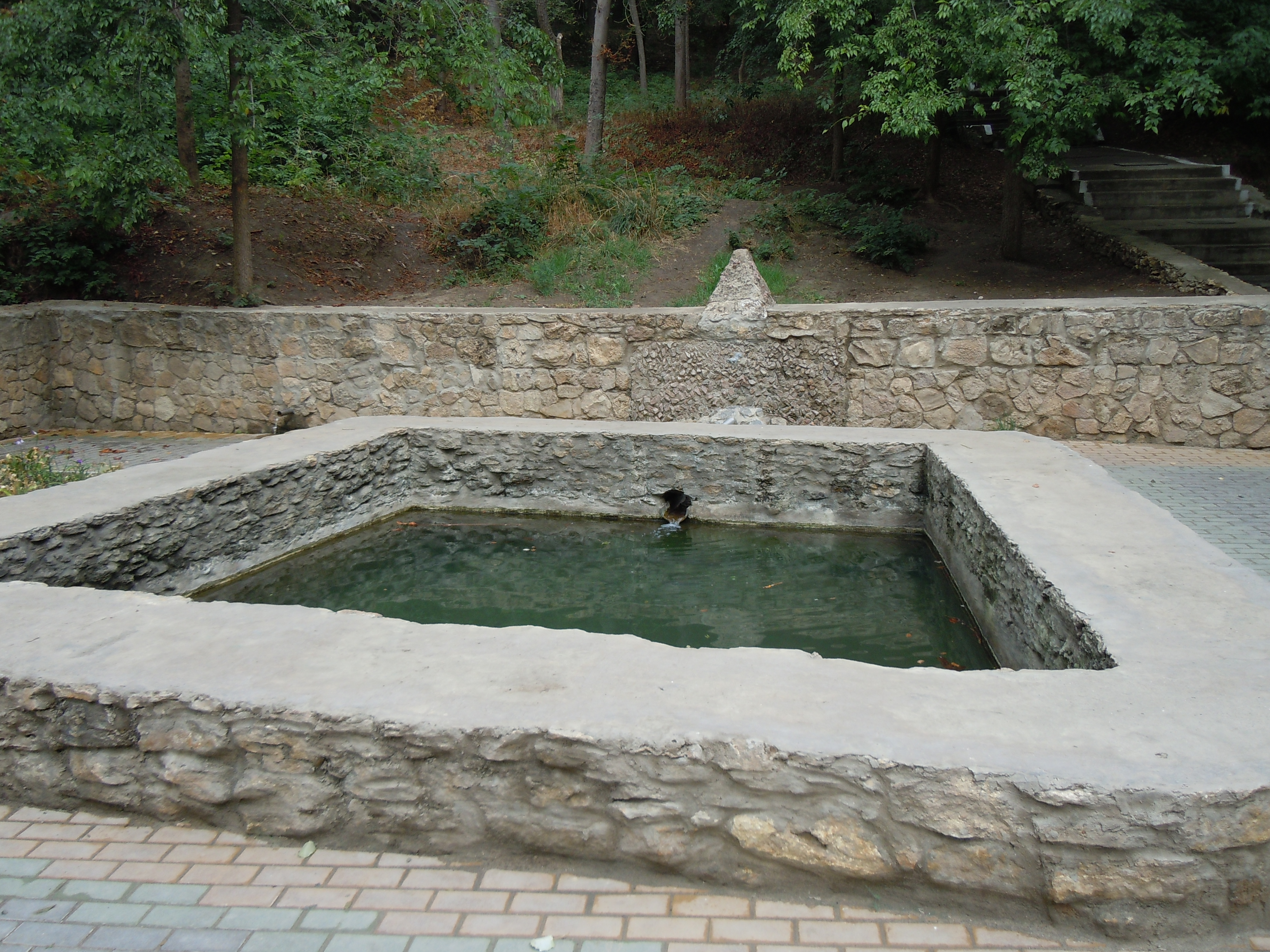
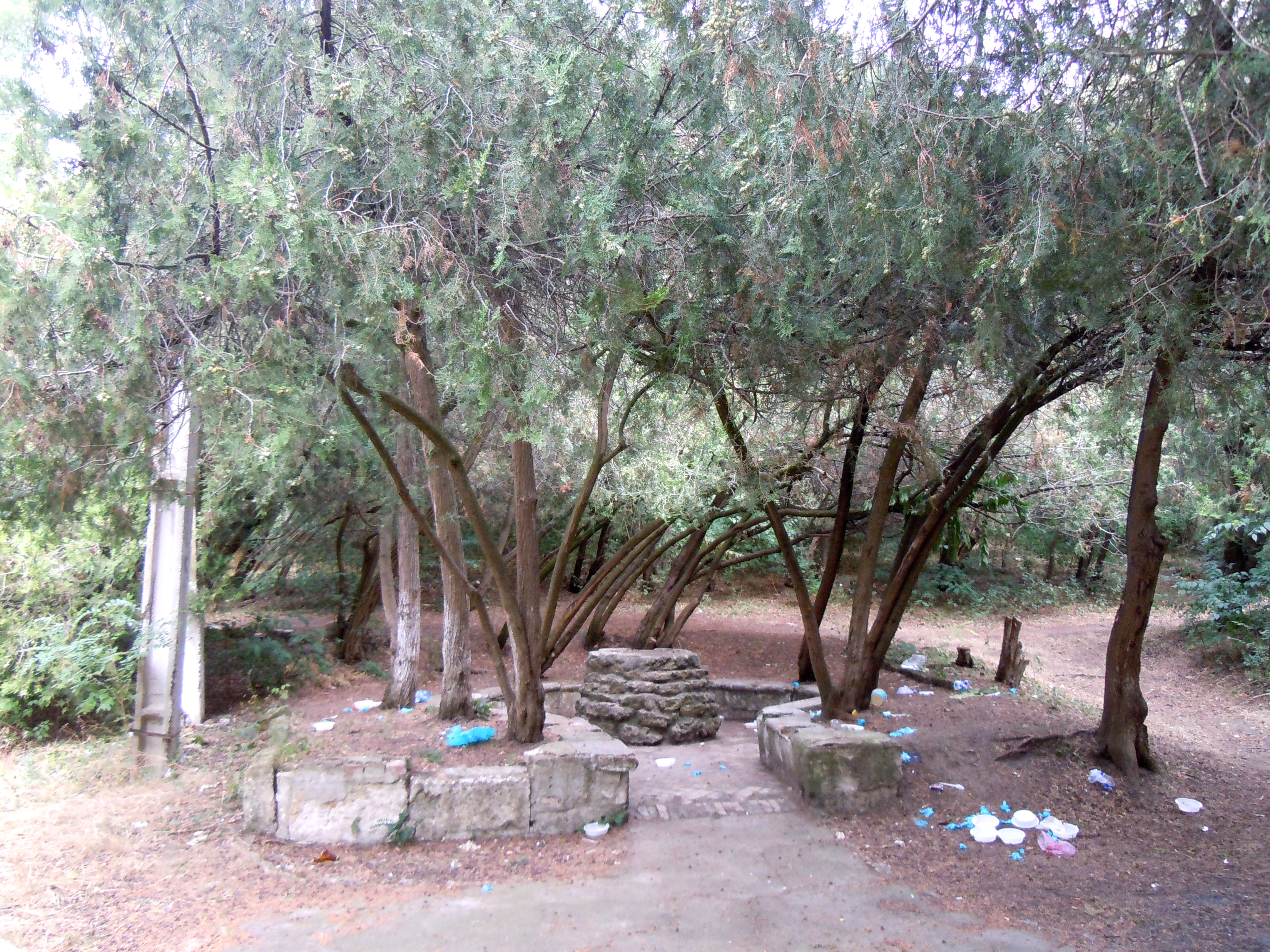
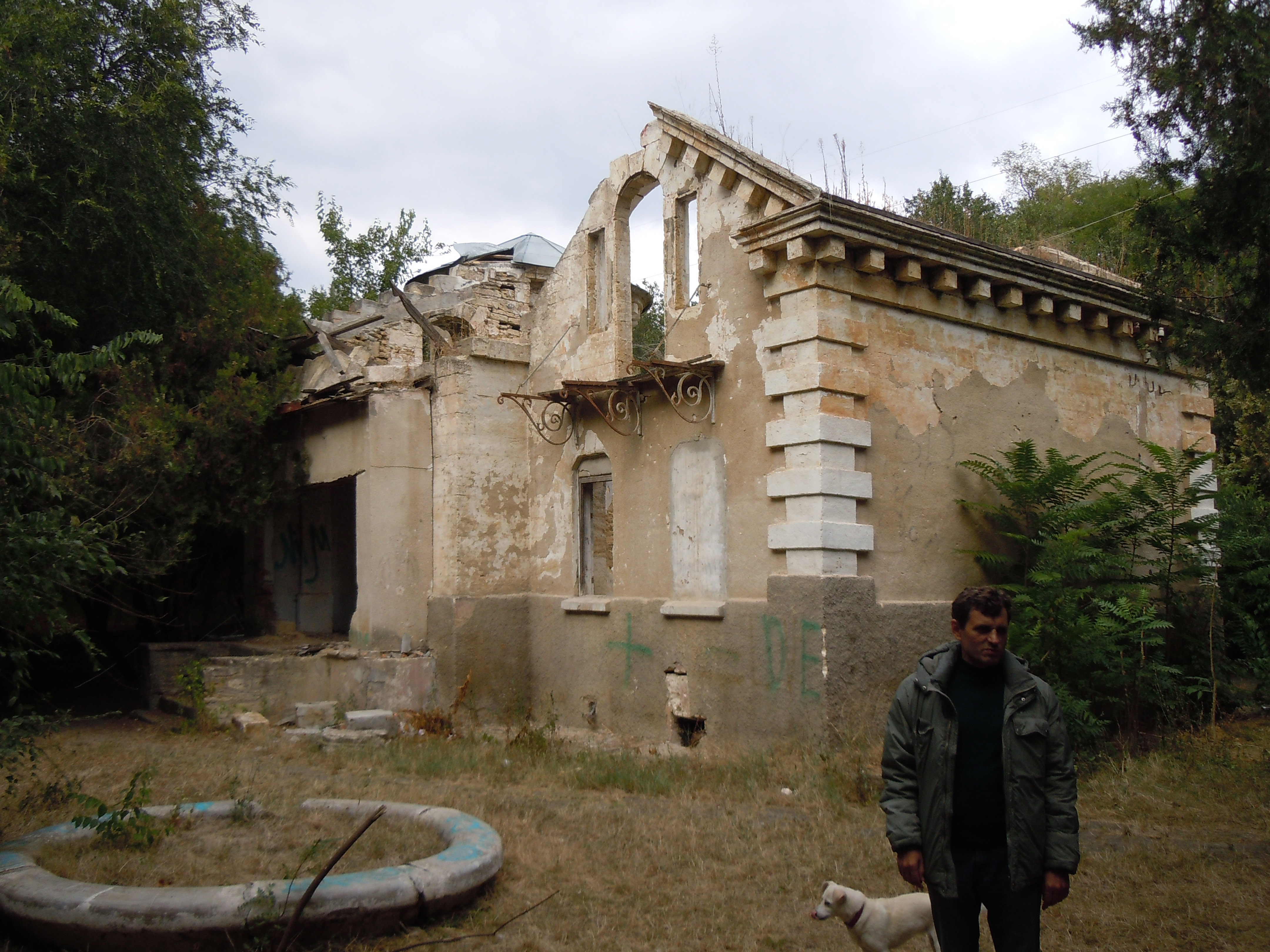
Ruinele casei locotenentului colonel-inginer Malevinski.
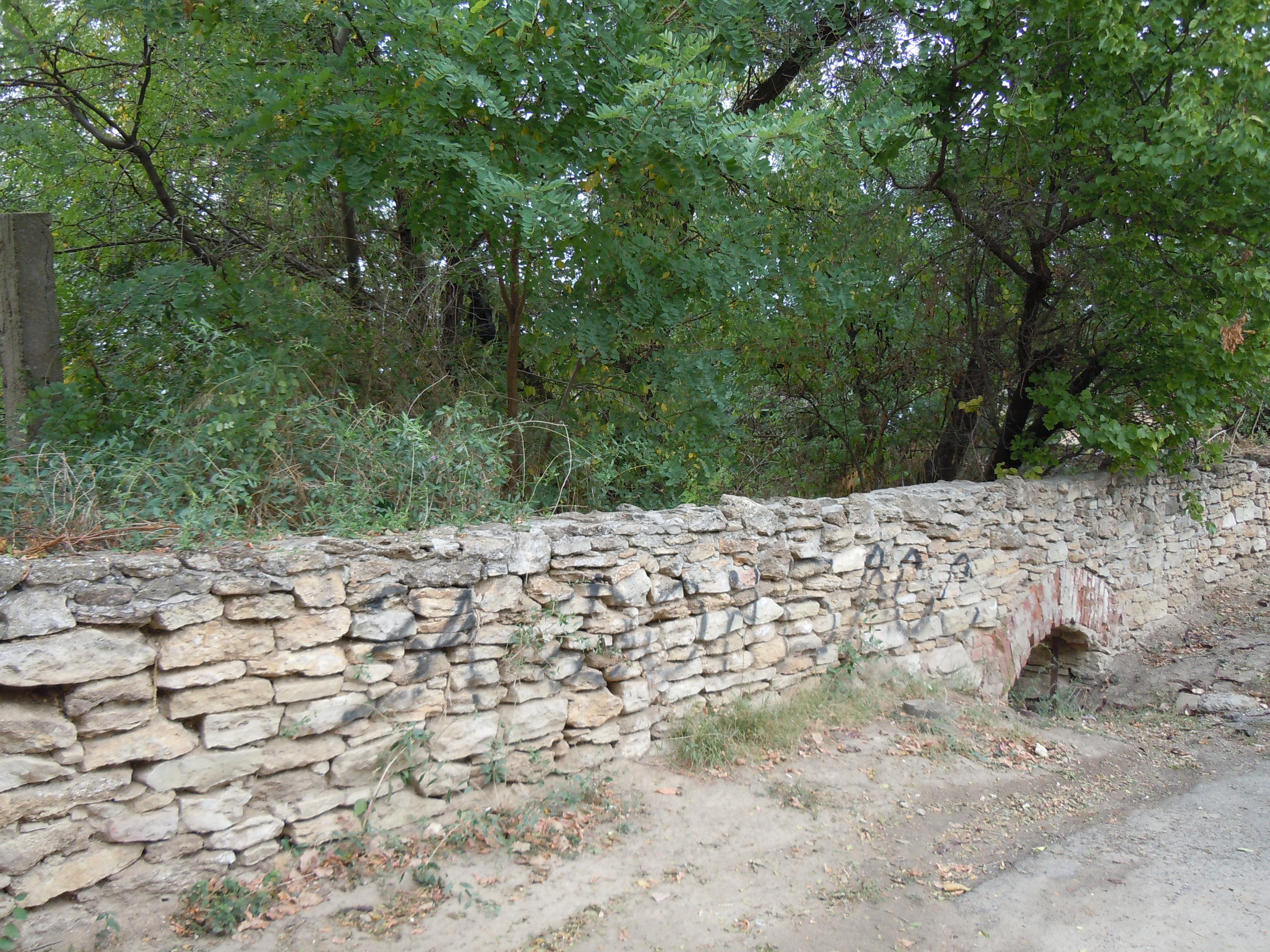
Gard exterior al parcului.